# Élection présidentielle américaine de 1972 en Caroline du Sud
L'élection présidentielle américaine de 1972 en Caroline du Sud a lieu le 7 novembre 1972 comme dans les 49 autres États ainsi que le district de Columbia. Les électeurs choisissent des grands électeurs pour les représenter dans le collège électoral à travers un vote populaire. La Caroline du Sud possède  en 1972 8 grands électeurs. L'État donne tous ses grands électeurs au candidat du Parti républicain, le président sortant Richard Nixon.
Le candidat vainqueur de ce scrutin dans tout le pays sera également Nixon, qui exercera donc un second mandat à la  présidence des États-Unis du 20 janvier 1977 au 9 août 1974, date à laquelle il démissionnera à la suite du scandale du Watergate.  